# Terapia termica
Per terapia termica si intende l'utilizzo del calore come strumento terapeutico per la cura di malattie, come ad esempio i tumori.
Il calore è stato utilizzato come strumento terapeutico sin dall'antichità. In un rotolo di papiro egiziano, datato intorno al 3000 a.C., è descritto il trattamento dei tumori al seno attraverso la cauterizzazione con ferri ardenti. Dall'inizio del XX secolo esistono  molti referti che descrivono la regressione di tumori maligni in seguito ad un'infezione con pyrogenic bacteria. Benché sia difficile, nei trattamenti di febbre indotta, distinguere l'effetto del calore da risposte immunologiche non meglio specificate, questi studi hanno stimolato ulteriori ricerche nell'uso del calore per la terapia dei tumori. Nel 1898, il trattamento locale per mezzo di acqua calda si è rivelato avere un buon effetto palliativo nei casi avanzati di cancro cervicale.
Il calore è utilizzato anche nella terapia del dolore, insieme o in alternativa ai farmaci analegesici. Lo stimolo del calore fa concorrenza allo stimolo doloroso. Maggiore è l'esposizione al calore dei muscoli danneggiati, minore è il numero di stimoli dolorosi che giungono al cervello: ciò provoca lo scioglimento dei crampi muscolari.
Il trattamento termico è impiegato anche per incrementare l'efficacia di altre terapie oncologiche. L'applicazione del calore, come coadiuvante della radioterapia, è stata descritta per la prima volta nel 1910.
Negli ultimi dieci anni, il calore è stato usato principalmente per aumentare la sensibilità dei tumori alle radiazioni ionizzanti. Il trattamento termico locale, combinato con la radioterapia, è stato applicato al cancro ereditario alla mammella, alle metastasi cervicali provenienti da cancro alla testa e al collo, e ai melanomi maligni ereditari o metastatici. 
Questi studi hanno mostrato un vantaggio della terapia combinata rispetto alla sola radioterapia. Nel 1969, si è verificato un aumento nella percentuale di sopravvivenza del melanoma agli arti, trattato tramite perfusione dell'area con sangue riscaldato ed un agente citostatico. Questa tecnica è utilizzata tuttora per trattare melanomi inoperabili.
Generalmente, nella terapia oncologica, il calore è stato applicato con l'obiettivo di aumentare la temperatura del tessuto solo di alcuni gradi, allo scopo di sfruttare l'aumento, indotto, della sensibilità dei tumori alle radiazioni ionizzanti e ad alcuni farmaci. Il trattamento, dove l'intervallo di temperatura è compreso all'incirca tra 41 e 47 °C, è detto ipertermia. A queste temperature, è stata osservata sperimentalmente una maggior sensibilità al calore dei tumori rispetto ai tessuti sani. È difficile indagare clinicamente, 
in maniera completa, questo potenziale beneficio, a causa delle difficoltà tecniche incontrate nel fornire calore in maniera uniforme ai tumori situati in profondità. La tolleranza del paziente limita le temperature che possono essere usate nei trattamenti, con sangue riscaldato, dell'intero corpo o di regioni.
Quando si applicano temperature più elevate, superiori a circa 50 °C, il trattamento è detto termoterapia. La termoterapia facilita la rapida distruzione del tessuto. A queste temperature, non esiste differenza nella sensibilità al calore fra tessuto sano e tessuto neoplastico. Per questo motivo, la termoterapia deve essere applicata, con accuratezza, nella giusta posizione poiché, quando il tessuto viene riscaldato, necrotizza.
La luce laser offre un mezzo eccellente, per indurre un aumento locale di temperatura nel tessuto, che può essere impiegato per la terapia oncologica. L'energia luminosa viene assorbita dal tessuto e convertita in calore. La luce può essere focalizzata all'interno di fibre ottiche sottili; queste possono essere inserite in profondità nella massa tumorale, o in cavità naturali del corpo, in modo minimamente invasivo. I laser sono utilizzati sia per l'ipertermia 
sia per la termoterapia. In quest'ultimo caso si parla di termoterapia interstiziale laser.